# Martingale
Em teoria das probabilidades, um martingale é um modelo de jogo honesto (fair game) em que o conhecimento de eventos passados nunca ajuda a prever os ganhos futuros e apenas o evento atual importa. Em particular, um martingale é uma sequência de variáveis aleatórias (isto é, um processo estocástico) para o qual, a qualquer tempo específico na sequência observada, a esperança do próximo valor na sequência é igual ao valor presentemente observado, mesmo dado o conhecimento de todos os valores anteriormente observados.

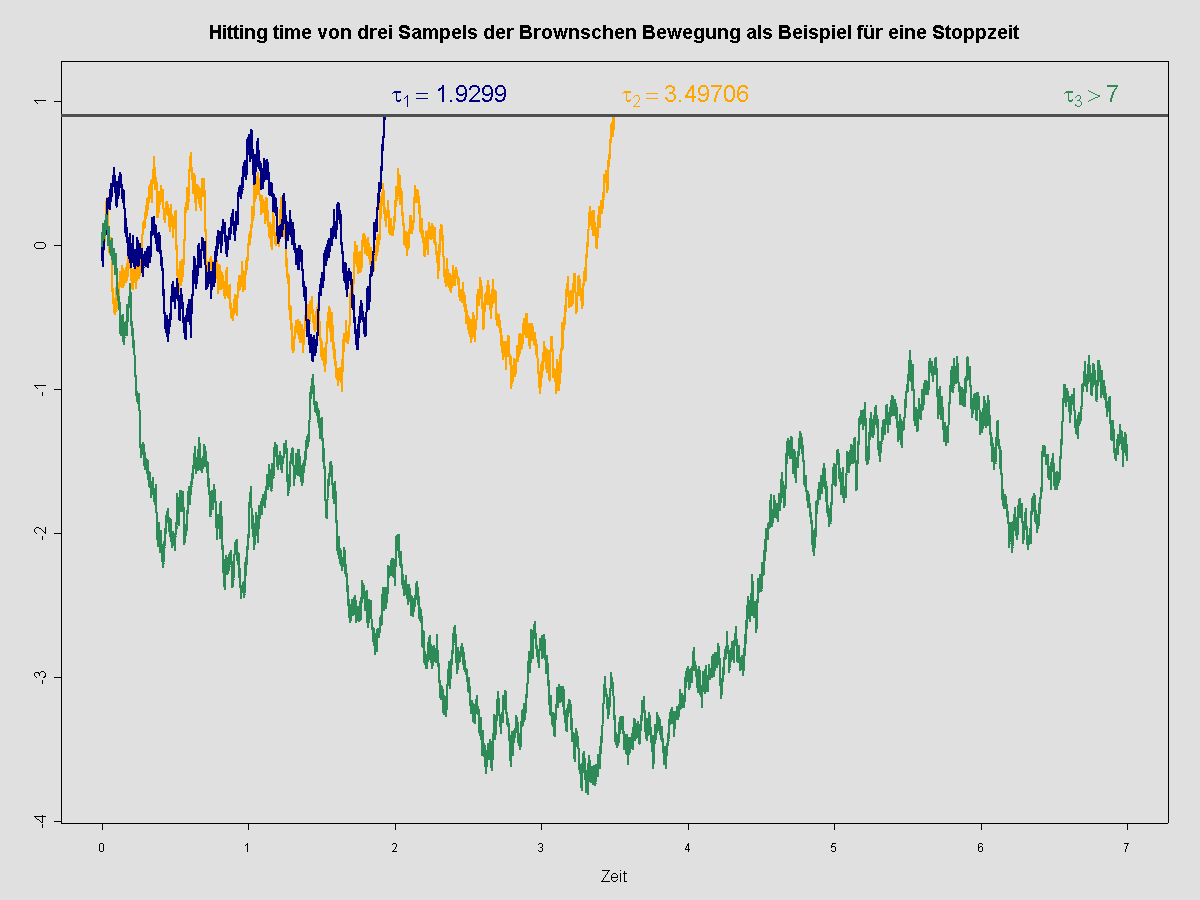
O movimento browniano parado é um exemplo de martingale. Ele pode modelar um jogo de cara ou coroa com a possibilidade de falência.

Em contraste, em um processo que não é um martingale, o valor esperado do processo em um tempo pode ainda ser igual ao valor esperado do processo no tempo seguinte. Entretanto, o conhecimento de eventos anteriores (por exemplo, todas as cartas anteriormente retiradas de um baralho) pode ajudar a reduzir a incerteza sobre os eventos futuros. Assim, o valor esperado do próximo evento, dado o conhecimento do evento presente e de todos os anteriores, pode ser mais elevado do que o do presente evento se uma estratégia de ganho for usada. Martingales excluem a possibilidade de estratégias de ganho baseadas no histórico do jogo e, portanto, são um modelo de jogos honestos. É também uma técnica utilizada no mercado financeiro, para recuperar operações perdidas. Dobra-se a segunda mão para recuperar a anterior, e assim sucessivamente, até o acerto.
Martingale é o sistema de apostas mais comum na roleta. A popularidade deste sistema se deve à sua simplicidade e acessibilidade. O jogo Martingale dá a impressão enganosa de vitórias rápidas e fáceis. A essência do sistema de jogo da roleta Martingale é a seguinte: fazemos uma aposta em uma chance igual de roleta (vermelho-preto, par-ímpar), por exemplo, no “vermelho”: fazemos uma aposta na roleta por 1 dólar; se você perder, dobramos e apostamos $ 2. Se perdermos na roleta, perderemos a aposta atual ($ 2) e a aposta anterior ($ 1) de $ 3. 4, por exemplo. duas apostas ganham (1 + 2 = $ 3) e temos um ganho líquido de $ 1 na roleta. Se você perder uma segunda vez na roleta Martingale, dobramos a aposta novamente (agora é $ 4). Se ganharmos, ganharemos de volta as duas apostas anteriores (1 + 2 = 3 dólares) e a atual (4 dólares) da roda da roleta, e novamente ganharemos 1 dólar do cassino .

## Histórico
Originalmente, a expressão "martingale" se referia a um grupo de estratégias de aposta popular na França do século XVIII. A mais simples destas estratégias foi projetada para um jogo em que o apostador ganhava se a moeda desse cara e perdia se a moeda desse coroa. A estratégia fazia o apostador dobrar sua aposta depois de cada derrota a fim de que a primeira vitória recuperasse todas as perdas anteriores, além de um lucro igual à primeira aposta. Conforme o dinheiro e o tempo disponível do apostador se aproximam conjuntamente do infinito, a possibilidade de eventualmente dar cara se aproxima de 1, o que faz a estratégia de aposta martingale parecer como algo certo. Entretanto, o crescimento exponencial das apostas eventualmente leva os apostadores à falência, assumindo de forma óbvia e realista que a quantidade de dinheiro do apostador é finita (uma das razões pelas quais casinos, ainda que desfrutem normativamente de uma vantagem matemática nos jogos oferecidos aos seus clientes, impõem limites às apostas). Um movimento browniano parado, que é um processo martingale, pode ser usado para descrever a trajetória de tais jogos.
O conceito de martingale em teoria das probabilidades foi introduzido por Paul Lévy em 1934, ainda que ele não lhes tivesse dado este nome. O termo "martingale" foi introduzido em 1939 por Jean Ville, que também estendeu a definição à martingales contínuos. Muito do desenvolvimento original da teoria foi feito por Joseph Leo Doob, entre outros. Parte da motivação daquele trabalho era mostrar a impossibilidade de estratégias de aposta bem-sucedidas.

## Definições
Uma definição básica de um martingale de tempo discreto diz que ele é um processo estocástico (isto é, uma sequência de variáveis aleatórias) {\displaystyle X_{1},X_{2},X_{3},...} de tempo discreto que satisfaz, para qualquer tempo {\displaystyle n},
{\displaystyle \mathbf {E} (\vert X_{n}\vert )<\infty }
{\displaystyle \mathbf {E} (X_{n+1}\mid X_{1},\ldots ,X_{n})=X_{n}.}
Isto é, o valor esperado condicional da próxima observação, dadas todas as observações anteriores, é igual à mais recente observação.

### Sequências martingale em relação a outra sequência
Mais geralmente, uma sequência {\displaystyle Y_{1},Y_{2},Y_{3},...} é considerada um martingale em relação a outra sequência {\displaystyle X_{1},X_{2},X_{3},...} se, para todo {\displaystyle n},
{\displaystyle \mathbf {E} (\vert Y_{n}\vert )<\infty }
{\displaystyle \mathbf {E} (Y_{n+1}\mid X_{1},\ldots ,X_{n})=Y_{n}.}
Da mesma forma, um martingale de tempo contínuo em relação ao processo estocástico {\displaystyle X_{t}} é um processo estocástico {\displaystyle Y_{t}} tal que, para todo {\displaystyle t},
{\displaystyle \mathbf {E} (\vert Y_{t}\vert )<\infty }
{\displaystyle \mathbf {E} (Y_{t}\mid \{X_{\tau },\tau \leq s\})=Y_{s}\quad \forall s\leq t.}
Isto expressa a propriedade de que o valor esperado condicional de qualquer observação no tempo {\displaystyle t}, dadas todas as observações até o tempo {\displaystyle s}, é igual à observação no tempo {\displaystyle s} (considerando que {\displaystyle s\leq t}).

### Definição geral
Em geral, um processo estocástico {\displaystyle Y:T\times \Omega \to S} é um martingale em relação a uma filtração {\displaystyle \Sigma _{*}} e medida de probabilidade {\displaystyle P} se
- {\displaystyle \Sigma _{*}} for uma filtração do espaço de probabilidade subjacente ({\displaystyle \Omega ,\Sigma ,P});
- {\displaystyle Y} for adaptado à filtração {\displaystyle \Sigma _{*}}, isto é, para cada {\displaystyle t} no conjunto de índices {\displaystyle T}, a variável aleatória {\displaystyle Y_{t}} for uma função mensurável {\displaystyle \Sigma _{\tau }};
- Para cada {\displaystyle t}, {\displaystyle Y_{t}} estiver no espaço Lp {\displaystyle L^{1}(\Omega ,\Sigma _{t},P;S)}, isto é,

{\displaystyle \mathbf {E} _{\mathbf {P} }(|Y_{t}|)<+\infty ;}
- Para todo {\displaystyle s} e todo {\displaystyle t}, sendo {\displaystyle s<t}, e todo {\displaystyle F\in \Sigma _{S}}

{\displaystyle \mathbf {E} _{\mathbf {P} }\left([Y_{t}-Y_{s}]\chi _{F}\right)=0,}
em que {\displaystyle \chi _{F}} denota a função indicadora do evento {\displaystyle F}.
A última condição é denotada como
{\displaystyle Y_{s}=\mathbf {E} _{\mathbf {P} }(Y_{t}|\Sigma _{s}),}
que é uma forma geral de valor esperado condicional.
É importante notar que a propriedade martingale envolve tanto a filtração, como a medida de probabilidade (em relação à qual os valores esperados são assumidos). É possível que {\displaystyle Y} seja um martingale em relação a uma medida, mas não em relação a outra. O Teorema de Girsanov oferece uma forma de encontrar uma medida em relação à qual um processo de Itō é um martingale.

## Exemplos de martingales
- Um passeio aleatório não viesado (em qualquer número de dimensões) é um exemplo de martingale.
- O dinheiro de um apostador é um martingale se todos os jogos de aposta com que ele se envolver forem honestos.
- Uma urna de Pólya contém uma quantidade de bolas de diferentes cores. A cada iteração, uma bola é aleatoriamente retirada da urna e substituída por várias outras da mesma cor. Para qualquer cor dada, a fração das bolas na urna com aquela cor é um martingale. Por exemplo, se atualmente 95% da bolas são vermelhas, então, ainda que a próxima iteração mais provavelmente adicione bolas vermelhas e não de outra cor, este viés está exatamente equilibrado pelo fato de que adicionar mais bolas vermelhas altera a fração de forma muito menos significativa do que adicionar o mesmo número de bolas não vermelhas alteraria.
- Suponha que {\displaystyle X_{n}} seja o dinheiro de um apostador depois que uma moeda honesta foi jogada {\displaystyle n} vezes, sendo que o apostador ganha $1 se der cara e perde $1 se der coroa. O valor esperado condicional do dinheiro do apostador depois que a moeda for jogada novamente, dado o histórico, é igual ao dinheiro atual. Esta sequência é, portanto, um martingale.
- Considere {\displaystyle Y_{n}={X_{n}}^{2}-n}, em que {\displaystyle X_{n}} é o dinheiro do apostador no exemplo acima. Então, a sequência {\displaystyle \{Y_{n}:n=1,2,3,...\}} é um martingale. Isto também pode ser usado para mostrar que o total de vitórias ou derrotas do apostador varia aproximadamente entre menos e mais a raiz quadrada do número de vezes que a moeda for jogada.
- No caso de um martingale de Moivre, suponha que a moeda é desonesta, isto é, viesada, com probabilidade {\displaystyle p} de dar cara e probabilidade {\displaystyle q=1-p} de dar coroa. Considere

{\displaystyle X_{n+1}=X_{n}\pm 1}
com {\displaystyle +} se der cara e {\displaystyle -} se der coroa. Considere
{\displaystyle Y_{n}=(q/p)^{X_{n}}.}
Então, {\displaystyle \{Y_{n}:n=1,2,3,...\}} é um martingale com relação à {\displaystyle \{X_{n}:n=1,2,3,...\}}. Para mostrar isto,
{\displaystyle {\begin{aligned}E[Y_{n+1}\mid X_{1},\dots ,X_{n}]&=p(q/p)^{X_{n}+1}+q(q/p)^{X_{n}-1}\\[6pt]&=p(q/p)(q/p)^{X_{n}}+q(p/q)(q/p)^{X_{n}}\\[6pt]&=q(q/p)^{X_{n}}+p(q/p)^{X_{n}}=(q/p)^{X_{n}}=Y_{n}.\end{aligned}}}
- No teste de razão de verossimilhança em estatística, uma variável aleatória {\displaystyle X} é tida como distribuída de acordo com uma densidade de probabilidade {\displaystyle f} ou uma densidade de probabilidade diferente {\displaystyle g}. Uma amostra aleatória {\displaystyle X_{1},...,X_{n}} é tomada.[13] Considere {\displaystyle Y_{n}} a razão de verossimilhança

{\displaystyle Y_{n}=\prod _{i=1}^{n}{\frac {g(X_{i})}{f(X_{i})}}}
Se {\displaystyle X} for verdadeiramente distribuída de acordo com a densidade {\displaystyle f} e não com a densidade {\displaystyle g}, então {\displaystyle \{Y_{n}:n=1,2,3,...\}} é um martingale com relação a {\displaystyle \{X_{n}:n=1,2,3,...\}}.
- Suponha que uma ameba se divide em duas amebas com probabilidade {\displaystyle p} ou morre com probabilidade {\displaystyle 1-p} . Considere {\displaystyle X_{n}} o número de amebas sobreviventes na {\displaystyle n}-ésima geração (em particular, {\displaystyle X_{n}=0}, se a população estiver extinta naquele momento). Considere {\displaystyle r} a probabilidade de eventual extinção. Considerar {\displaystyle r} como uma função de {\displaystyle p} é um exercício instrutivo. A probabilidade de que os descendentes de uma ameba eventualmente morram é igual à probabilidade de que qualquer um de seus descendentes imediatos morra, dado que a ameba original se dividiu.[14] Então

{\displaystyle \{\,r^{X_{n}}:n=1,2,3,\dots \,\}}
é um martingale em relação a {\displaystyle \{X_{n}:n=1,2,3,...\}}.

Uma série martingale criada por software.

- Em uma comunidade ecológica (um grupo de espécies em um nível trófico particular, competindo por recursos semelhantes em uma área local), o número de indivíduos de qualquer espécie particular de tamanho fixado é uma função de tempo (discreto) e pode ser visto como uma sequência de variáveis aleatórias. Esta sequência é um martingale sob a teoria neutra unificada de biodiversidade e biogeografia.
- Se {\displaystyle \{N_{t}:t\geq 0\}} for um processo de Poisson com intensidade {\displaystyle \lambda }, então o processo de Poisson compensado {\displaystyle \{N_{t}-\lambda _{t}:t\geq 0\}} é um martingale de tempo contínuo com caminhos amostrais contínuos à direita/limitados à esquerda.

## Submartingales, supermartingales e relação com funções harmônicas
Há duas generalizações populares de um martingale que também incluem casos em que a observação atual {\displaystyle X_{n}} não é necessariamente igual à futura expectativa condicional {\displaystyle E[X_{n+1}|X_{1},...,X_{n}]}, mas, em vez disto, a um limite superior ou inferior à expectativa condicional. Estas definições refletem uma relação entre a teoria do martingale e a teoria do potencial, que é o estudo das funções harmônicas. Assim como um martingale de tempo contínuo satisfaz a {\displaystyle E[X_{t}|\{X_{\tau }:\tau \leq s\}-X_{s}=0\forall s\leq t}, uma função harmônica {\displaystyle f} satisfaz a equação diferencial parcial {\displaystyle \Delta f=0}, em que {\displaystyle \Delta } é o operador de Laplace. Dado um processo de movimento browniano {\displaystyle W_{t}} e uma função harmônica {\displaystyle f}, o processo resultante {\displaystyle f(W_{t})} também é um martingale.
- Um submartingale de tempo discreto é uma sequência {\displaystyle X_{1},X_{2},X_{3},\ldots } de variáveis aleatórias integráveis que satisfaz a

{\displaystyle {}E[X_{n+1}|X_{1},\ldots ,X_{n}]\geq X_{n}.}
Da mesma forma, um submartingale de tempo contínuo satisfaz a
{\displaystyle {}E[X_{t}|\{X_{\tau }:\tau \leq s\}]\geq X_{s}\quad \forall s\leq t.}
Em teoria do potencial, uma função sub-harmônica {\displaystyle f} satisfaz a {\displaystyle \Delta f\geq 0}. Qualquer função sub-harmônica limitada acima por uma função harmônica para todos os pontos no limite de uma bola é limitada acima pela função harmônica para todos os pontos dentro da bola. Da mesma forma, se um submartingale e um martingale tem expectativas equivalentes para um dado tempo, o histórico do submartingale tende a ser limitado acima pelo histórico do martingale. Grosso modo, o prefixo "sub-" é consistente porque a atual observação {\displaystyle X_{n}} é menor ou igual à expectativa condicional {\displaystyle E[X_{n+1}|X_{1},...,X_{n}]}. Consequentemente, a observação atual oferece apoio a partir de baixo da futura expectativa condicional e o processo tende a crescer no tempo futuro.
- De forma análoga, um supermartingale de tempo discreto satisfaz a

{\displaystyle {}E[X_{n+1}|X_{1},\ldots ,X_{n}]\leq X_{n}.}
Da mesma forma, um supermartingale de tempo contínuo satisfaz a
{\displaystyle {}E[X_{t}|\{X_{\tau }:\tau \leq s\}]\leq X_{s}\quad \forall s\leq t.}
Em teoria do potencial, uma função super-harmônica {\displaystyle f} satisfaz a {\displaystyle \Delta f\leq 0}. Qualquer função super-harmônica limitada abaixo por uma função harmônica para todos os pontos no limite de uma bola é limitada abaixo pela função harmônica para todos os pontos dentro da bola. Da mesma forma, se um supermartingale e um martingale tem expectativas equivalentes para um dado tempo, o histórico do supermartingale tende a ser limitado abaixo pelo histórico do martingale. Grosso modo, o prefixo "super-" é consistente porque a atual observação {\displaystyle X_{n}} é maior ou igual à expectativa condicional {\displaystyle E[X_{n+1}|X_{1},...,X_{n}]}. Consequentemente, a observação atual oferece apoio a partir de cima da futura expectativa condicional e o processo tende a decrescer no tempo futuro.

### Exemplos de submartingales e supermartingales
- Todo martingale é também um submartingale e um supermartingale. Reciprocamente, todo processo estocástico que é tanto um submartingale, como um supermartingale, é um martingale.
- Considere novamente um apostador que ganha $1 quando uma moeda der cara e perde $1 quando a moeda der coroa. Suponha agora que a moeda possa estar viesada e que ela dê cara com probabilidade {\displaystyle p}.
  - Se {\displaystyle p} for igual a {\displaystyle 1/2}, o apostador em média não perde, nem ganha dinheiro e a riqueza do apostador ao longo do tempo é um martingale.
  - Se {\displaystyle p} for menor que {\displaystyle 1/2}, o apostador perde dinheiro em média e a riqueza do apostador ao longo do tempo é um supermartingale.
  - Se {\displaystyle p} for maior que {\displaystyle 1/2}, o apostador ganha dinheiro em média e a riqueza do apostador ao longo do tempo é um submartingale.
- Uma função convexa de um martingale é um submartingale pela desigualdade de Jensen. Por exemplo, o quadrado da riqueza de um apostador em jogo de moeda honesta é um submartingale (o que também se segue do fato de que {\displaystyle {X_{n}}^{2}-n} é um martingale). Da mesma forma, uma função côncava de um martingale é um supermartingale.

## Martingales e tempos de parada
Um tempo de parada em relação a uma sequência de variáveis aleatórias {\displaystyle X_{1},X_{2},X_{3},...} é uma variável aleatória {\displaystyle \tau } com a propriedade de que para cada {\displaystyle t}, a ocorrência ou a não ocorrência do evento {\displaystyle \tau =t} depende apenas dos valores de {\displaystyle X_{1},X_{2},X_{3},...,X_{t}}. A intuição por trás da definição é que, a qualquer tempo particular {\displaystyle t}, pode-se observar a sequência até o momento e dizer se é hora de parar. Um exemplo na vida real pode ser o tempo em que um apostador deixa a mesa de apostas, o que pode ser uma função de suas vitórias anteriores (por exemplo, ele pode deixar a mesa apenas quando ele vai à falência), mas ele não pode escolher entre ficar ou sair com base no resultando de jogos que ainda não ocorreram.
Em alguns contextos, o conceito de tempo de parada é definido exigindo-se apenas que a ocorrência ou não ocorrência do evento {\displaystyle \tau =t} seja probabilisticamente independente de {\displaystyle X_{t+1},X_{t+2},...}, mas não que isto seja completamente determinado pelo histórico do processo até o tempo {\displaystyle t}. Isto é uma condição mais fraca do que aquela descrita no parágrafo acima, mas é forte o bastante para servir em algumas das provas em que tempos de parada são usados.
Uma das propriedades básicas de martingales é que, se {\displaystyle (X_{t})_{t>0}} for um (sub/super)martingale e {\displaystyle \tau } for um tempo de parada, então, o processo parado correspondente {\displaystyle (X_{t}^{\tau })_{t>0}} definido por {\displaystyle X_{t}^{\tau }:=X_{\min\{\tau ,t\}}} é também um (sub/super) martingale.
O conceito de um martingale parado leva a uma série de teoremas importantes, incluindo, por exemplo, o teorema da parada opcional, que afirma que, sob certas condições, o valor esperado de um martingale em um tempo de parada é igual ao seu valor inicial.

## References
1. 1 2  Williams, David (14 de fevereiro de 1991). Probability with Martingales (em inglês). [S.l.]: Cambridge University Press. ISBN 9780521406055
2. ↑  2. ↑ «Como usar o Martingale: Guia completo da estratégia 2025». Dicas Trading. Consultado em 4 de abril de 2025
3. ↑  Balsara, N. J. (1992). Money Management Strategies for Futures Traders. [S.l.]: Wiley Finance. p. 122. ISBN 0-471-52215-5
4. ↑  Mansuy, Roger (junho de 2009). «The Origins of the Word "Martingale"» (PDF). Electronic Journal for History of Probability and Statistics. 5 (1). Consultado em 8 de maio de 2017
5. ↑  Mazliak, Laurent (junho de 2009). «How Paul Lévy saw Jean Ville and Martingales» (PDF). Electronic Journal for History of Probability and Statistics. 5 (1). Consultado em 10 de maio de 2017
6. ↑  Shafer, Glenn (junho de 2009). «The education of Jean André Ville» (PDF). Electronic Journal for History of Probability and Statistics. 5 (1). Consultado em 10 de maio de 2017
7. ↑  Ville, Jean (1 de janeiro de 1939). Étude critique de la notion de collectif (em francês). [S.l.]: Gauthier-Villars
8. ↑  Locker, Bernard Locker (junho de 2009). «Doob at Lyon» (PDF). Electronic Journal for History of Probability and Statistics. 5 (1). Consultado em 10 de maio de 2017
9. ↑  Meyer, Paul-André (junho de 2009). «Stochastic Processes from 1950 to the Present» (PDF). Electronic Journal for History of Probability and Statistics. 5 (1). Consultado em 10 de maio de 2017
10. ↑  «Martingale - Encyclopedia of Mathematics». www.encyclopediaofmath.org (em inglês). Consultado em 10 de maio de 2017
11. ↑  Grimmett, G.; Stirzaker, D. (2001). Probability and Random Processes 3rd ed. [S.l.]: Oxford University Press. ISBN 0-19-857223-9
12. ↑  Watanabe, Shinzo (junho de 2009). «The Japanese Contributions to Martingales» (PDF). Electronic Journal for History of Probability and Statistics. 5 (1). Consultado em 10 de maio de 2017
13. ↑  Tze, Leung Lai (junho de 2009). «Martingales in Sequential Analysis and Time Series, 1945–1985» (PDF). Electronic Journal for History of Probability and Statistics. 5 (1). Consultado em 10 de maio de 2017
14. ↑  Aalen, Odd; Andersen, Per Kragh; Borgan, Ørnulf; Gill, Richard; Keiding, Niels (junho de 2009). «History of applications of martingales in survival analysis» (PDF). Electronic Journal for History of Probability and Statistics. 5 (1). Consultado em 10 de maio de 2017
15. ↑  Kleinert, Hagen (1 de janeiro de 2009). Path Integrals in Quantum Mechanics, Statistics, Polymer Physics, and Financial Markets (em inglês). [S.l.]: World Scientific. ISBN 9789814273558
16. ↑  Siminelakis, Paris (24 de março de 2010). «Martingales and Stopping Times» (PDF). Corelab - Computation and Reasoning Laboratory. Consultado em 10 de maio de 2017. Arquivado do original (PDF) em 19 de fevereiro de 2018